# Phân đạm
Phân đạm là tên gọi chung của các loại phân bón vô cơ cung cấp nitơ cho cây trồng. Phân đạm có vai trò rất quan trọng đối với cây trồng và thực vật nói chung, đặc biệt là cây lấy lá như rau. Phân đạm cùng với phân lân, phân ka-li góp phần tăng năng suất cho cây trồng.
Trong tự nhiên, phân đạm tồn tại trong nước tiểu của các loài động vật và con người. Trong công nghiệp, phân đạm được sản xuất bằng khí thiên nhiên hoặc than đá.
Quy trình đơn giản của quá trình tổng hợp phân đạm urê (công nghệ Snampogetti của Ý):
- N2 + H2 (xúc tác, nhiệt độ, áp suất) ↔ NH3
- NH3 + CO2 (xúc tác, nhiệt độ, áp suất) ↔ (NH2)2CO

Tại Việt Nam, nhu cầu phân đạm hàng năm khoảng 2 triệu tấn. Trước đây phải nhập khẩu hoàn toàn. Hiện tại, Việt Nam đã có các nhà máy sản xuất phân đạm: nhà máy phân đạm Hà Bắc thuộc tỉnh Bắc Giang sử dụng than đá làm nguyên liệu, công suất 100.000 tấn/năm; nhà máy phân đạm Phú Mỹ tại Khu công nghiệp Phú Mỹ tỉnh Bà Rịa-Vũng Tàu sử dụng khí thiên nhiên làm nguyên liệu, có công suất 800.000 tấn/năm. Các nhà máy đang được triển khai thiết kế hoặc xây dựng: nhà máy phân đạm Cà Mau thuộc Dự án Khí - Điện - Đạm Cà Mau có công suất 800.000 tấn năm (đang đấu thầu xây dựng); nhà máy phân đạm Ninh Bình và nhà máy phân đạm Dung Quất (đang lập dự án).

## Tác dụng của phân đạm
- Kích thích quá trình sinh trưởng của cây.
- Làm tăng tỉ lệ protêin thực vật
- Cây phát triển nhanh, cho nhiều củ hoặc quả.